# Pimpla mitchelli
Pimpla mitchelli là một loài tò vò trong họ Ichneumonidae.